# 萊巴赫會議

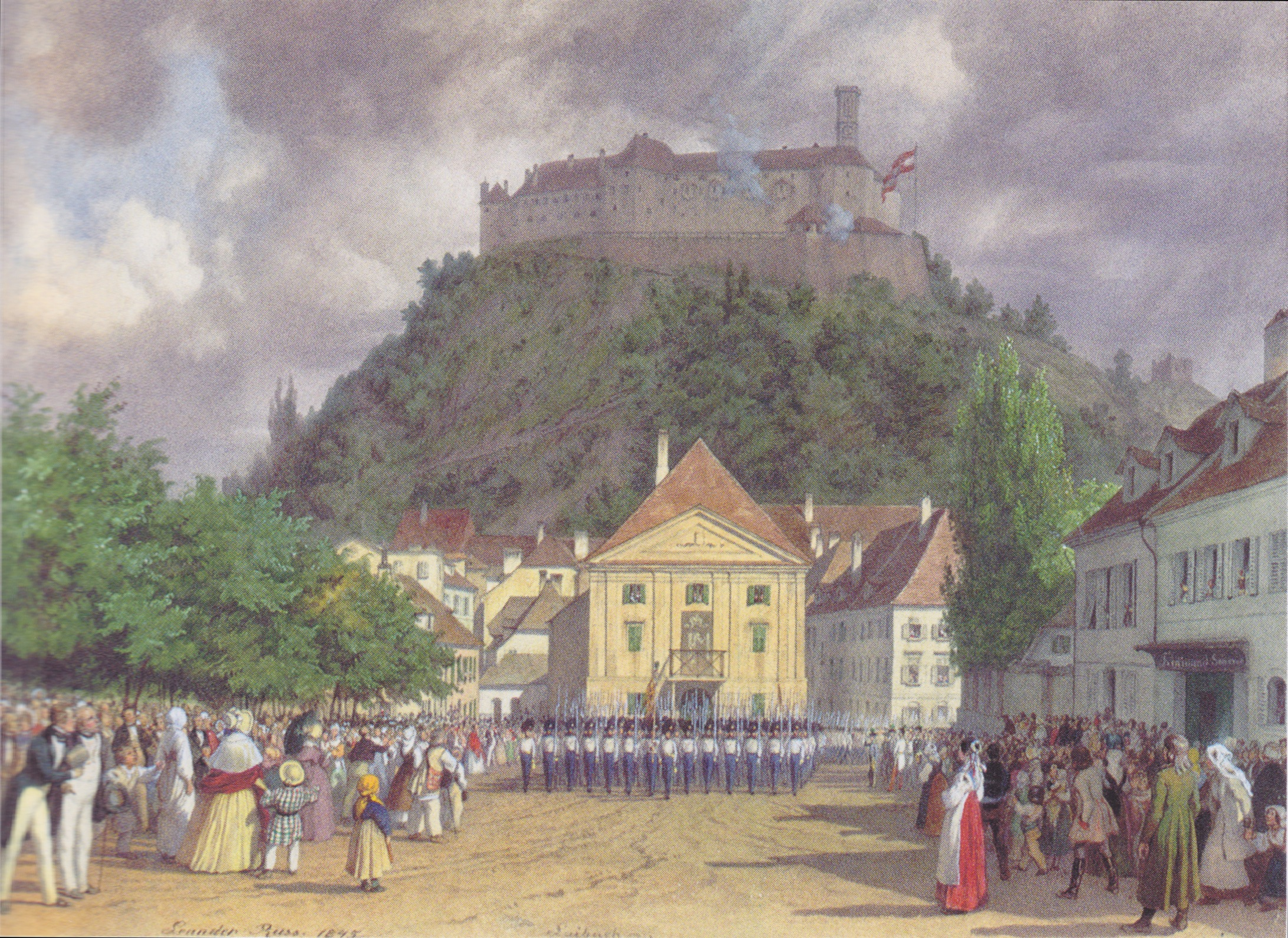
萊巴赫會議

萊巴赫會議（德語：Laibacher Kongress；英語：Congress of Laibach）是1821年在奧地利帝國克拉尼斯卡的萊巴赫（今卢布尔雅那）舉行的會議。萊巴赫會議是特拉波會議的延續，因為两西西里王国的腓迪南一世被迫立憲，於是奧地利帝國首相梅特涅將會議移司至萊巴赫（今斯洛文尼亚卢布尔雅那），聽取腓迪南的申訴。腓迪南強烈譴責叛亂，並要求奧地利的援助。根據1820年奧地利、俄羅斯及普魯士簽訂的特羅保條約，列國應干預那不勒斯的革命。因此，腓迪南被邀請出席會議，以便共同落實干涉政策。

## 內容
奧地利得到腓迪南一世的許可後，派遣軍隊往那不勒斯鎮壓革命，並恢復了國王的絕對權力，革命領袖被處決或監禁，而奧地利同時亦派了軍隊往皮德蒙鎮壓革命，但對西班牙和葡萄牙的革命卻沒有相應的鎮壓行動

## 影響
英國極不希望俄罗斯帝国、奥地利帝国利用為鎮壓革命以擴張勢力，故此十分不滿會議又作出干預別國內政的決定，所以只派出一個觀察員出席，使得英國與其他國家的關係進一步惡化。不過英國依舊仍然留在協調機制之內，因為在會議發生其間希臘革命也同時爆發，可能會影響到英國在地中海地區的貿易利益，故此需要留在會議的框架之內掌握事態發展